# 黄驊市
黄驊市（こうか-し）は中華人民共和国河北省滄州市に位置する県級市。

## 歴史
1935年（民国24年）に滄県及び塩山県の一部に設置された新海設治局を前身とする。1937年に新海県と改称された。1942年に青城県が分割設置されたが、同年12月に両県が統合され新青県とされた。
1943年に殺害された共産党員黄驊を顕彰して1945年黄驊県と改称し、1989年に黄驊市に改編され現在に至る。黄驊市のような「革命烈士」にちなむ地名には他に志丹県、子洲県、子長市、左権県、靖宇県、尚志市がある。

## 行政区画
- 街道:驊東街道、驊中街道、驊西街道
- 鎮:黄驊鎮、南排河鎮、呂橋鎮、旧城鎮、斉家務鎮、滕荘子鎮、常郭鎮、羊二荘鎮
- 郷:官荘郷
- 民族郷:羊三木回族郷、新村回族郷